# 王冷区
王冷区，又译永冷区，是缅甸佤邦勐冒縣下辖的一个区。

## 地理
王冷区位于勐冒县东北部，北接邦外区，东接栋玛区，南接龙潭区和岩城区，西接公明山区。

## 行政区划
王冷区下辖8乡：
- 业吊乡
- 永邦乡：永哦村[3]
- 广格龙乡
- 翁欧乡
- 永冷乡（Eung' Yaong Leen'）
- 西记乡
- 来调乡（莱铁乡）：三村[3]
- 茶所乡